# Julio Abbadie
Julio Abbadie, vollständiger Name Julio César Abbadie Gismero, (* 7. September 1930 in San Ramón; † 16. Juli 2014 in Montevideo) war ein uruguayischer Fußballspieler und Trainer.

## Spielerkarriere

### Verein
Abbadie wurde 1930 in San Ramón als Sohn eines französischen Basken geboren, der sich in den 1940er Jahren in Pan de Azúcar niedergelassen hatte, um eine Bäckerei zu eröffnen. Der "el Pardo" genannte Rechtsaußen begann seine Karriere bei Peñarol Montevideo, wo er bereits als Jugendspieler aktiv war. Nachdem er 1949 zunächst in der Tercera especial gespielt hatte, kam er 1950 während der Zeit der Abwesenheit der WM-Fahrer zu fünf Einsätzen in der Primera División, bei denen er zwei Treffer erzielte. Dabei spielte der eigentlich zuvor auf der linken Seite eingesetzte Abbadie als rechter Stürmer neben Juan Hohberg. Für das Jahr 1951, in dem im Übrigen erstmals Trikotnummern verwendet wurden, vermerkt Luciano Álvarez sodann den Aufstieg von Abbadie. Dauerhaft stand Abbadie mindestens von 1952 bis 1956 im Kader. Ab 1956 war er in Italien tätig. Dort spielte er bis 1960 zunächst für Genua 1893. Seine für ihn in persönlicher Hinsicht erfolgreichste Spielzeit bei der Mannschaft vom Ligurischen Meer war dabei die Saison 1957/58, als er mit 13 Treffern erfolgreichster Schütze seines Teams war. Die beste mit den Norditalienern erreichte Saisonendplatzierung war zweimal der 13. Rang. Die Spielzeit 1959/60 beendete sein Verein dann als Tabellenletzter und stieg ab. In der Folgezeit stand er noch bis 1962 in Reihen des AC Lecco. Schließlich kehrte er 1962 nach Uruguay zurück und wirkte bis 1969 abermals als Spieler Peñarols. Mit den Aurinegros gewann er 1966 die Copa Libertadores gegen River Plate (2:0, 2:3 und 4:2 n. V. im Entscheidungsspiel), wobei er sowohl im ersten Finale als auch im Entscheidungsspiel je einen Treffer zum Titelgewinn beisteuerte. Anschließend holte er mit seinen Mitspielern den Weltpokal gegen Real Madrid (2:0, 2:0). Zudem stehen acht uruguayische Meisterschaften, jeweils in den Jahren 1951, 1953, 1954, 1962, 1964, 1965, 1967 und 1968 für Abbadie zu Buche. Insgesamt bestritt Abbadie für Peñarol 468 Spiele und erzielte dabei 137 Tore.

### Nationalmannschaft
Abbadie debütierte am 23. März 1952 bei der Panamerikanischen Fußballmeisterschaft 1952 in der Begegnung gegen die mexikanische Auswahl, bei der er direkt sein erstes Tor im Nationaltrikot schoss, in der uruguayischen Fußballnationalmannschaft. Abbadie nahm an der WM 1954 teil, bei der die Celeste erst im Halbfinale an Ungarn scheiterte, und traf dort im Spiel gegen Schottland zweimal. Auch beim Campeonato Sudamericano 1955 gehörte er zum Aufgebot, wurde fünfmal eingesetzt und war mit drei Toren Uruguays erfolgreichster Turnierschütze neben Galván und Míguez. Ein weiteres Turnier, das er in Reihen der Nationalelf bestritt, war die Copa del Atlántico 1956. Am 24. Juli 1963 kam er auch noch einmal im Rahmen der Copa Juan Pinto Durán für Uruguay zum Einsatz, die die Elf vom Río de la Plata gegen die chilenische Auswahl gewann. Auch gehörte er in den Vorbereitungsspielen auf die WM 1966 der Celeste an. Seine letzten Spiele für das uruguayische Nationalteam absolvierte er nach Angaben der AUF am 23. Juni 1966 im Freundschaftsländerspiel gegen Spanien sowie am 28. Juni 1966 beim 1:0-Sieg gegen den FC Barcelona. Insgesamt bestritt er 26 offizielle Länderspiele. Dabei erzielte er insgesamt 14 Tore.

### Erfolge
- Weltpokal: 1966
- Copa Libertadores: 1966
- 8× Uruguayischer Meister: 1951, 1953, 1954, 1962, 1964, 1965, 1967, 1968
- Copa Juan Pinto Durán: 1963

## Trainertätigkeit
Nach seiner aktiven Karriere wirkte Abbadie auch als Trainer. 1977 trainierte er die Mannschaft des Danubio FC. 1982 wurde er mit der Departamento-Auswahl von Maldonado Campeón del Interior.

## Sonstiges
Julio Abbadies ein Jahr älterer Bruder Rubén Abbadie trat ebenfalls als Fußballspieler bei Nacional Montevideo in Erscheinung. Das Stadion in Pan de Azúcar trägt den Namen Abbadies. Ebenso ist eine Tribüne des Estadio Domingo Burgueño nach ihm benannt.